# Burak Özçivit
Burak Özçivit (ur. 24 grudnia 1984 w Stambule) – turecki aktor i model. Najbardziej znany z ról w Çalıkuşu (2013-2014) i serialu przygodowym Kuruluş: Osman (2019) opartym na historii.

## Życiorys

### Wczesne lata
Urodził się w Stambule jako syn Ceyhan i Bülenta, który pracował w restauracji. Wychowywał się z młodszą siostrą (ur. 1989).

### Kariera
Ukończył studia na Wydziale Sztuk Pięknych na Uniwersytecie Marmara w Stambule w sekcji fotografii. Na drugim roku studiów, w 2003 zachęcony przez ojca, wziął udział w konkursie na najlepszego modela Best Model World i zajął drugie miejsce (184 cm wzrostu). W 2003 podjął pracę dla Model Agencies i brał udział na wybiegach modowych. W 2005 otrzymał tytuł najlepszego modela w Turcji. Pojawiał się także na okładkach słynnych magazynów, m.in. „Vogue”, „Marie Claire” i „Gloria Magazine”. 
W 2011 dołączył do obsady w serialu Wspaniałe stulecie (Muhteşem Yüzyıl). Stał się też twarzą sieci sklepów amerykańskiego prezydenta Donalda Trumpa.

### Życie prywatne
Spotykał się z modelką Ceylan Çapą (2012-2013), córką kreatorów mody.
W 2014 w rodzinnym Stambule otworzył restaurację Balibey Döner. 
W 2015 związał się z Fahriye Evcen. Wzięli ślub 29 czerwca 2017. Mają syna Karana (ur. 13 kwietnia 2019).

## Filmografia

### Filmy fabularne
- 2007: Musallat jako Suat
- 2015: Ask Sana Benzer jako Ali
- 2016: Famine jako Fatih
- 2016; Kardeşim Benim jako Hakan
- 2017: Kardesim Benim 2 jako Hakan
- 2019: Can Feda jako Captain Alparslan

### Seriale TV
- 2006: Eksi 18 jako Murat
- 2007-2008: Zoraki koca jako Ömer
- 2008-2009: Baba ocagi jako Güven
- 2010: Ihanet jako Emir
- 2010-2011: Küçük Sirlar jako Çetin
- 2011-2013: Wspaniałe stulecie (Muhteşem Yüzyıl) jako Malkocoglu Bali Bey
- 2013-2014: Strzyżyk (Çalikusu) jako Kamuran
- 2015-2017: Wieczna miłość (Kara Sevda) jako Kemal Soydere
- 2019-2020: Kuruluş Osman jako Osman Bey